# Joe Kerrigan
Pour les articles homonymes, voir Kerrigan.
Joseph Thomas Kerrigan (né le 30 janvier 1954 à Philadelphie, Pennsylvanie, États-Unis) est un lanceur de baseball à la retraite ayant joué dans les Ligues majeures de 1976 à 1980, et un instructeur des lanceurs ayant travaillé pour plusieurs équipes, notamment pour les Expos de Montréal de 1983 à 1996. Il a aussi brièvement dirigé les Red Sox de Boston.

## Carrière

### Joueur
Joueur à l'Université Temple à Philadelphie, Joe Kerrigan devient le premier choix des Expos de Montréal en janvier 1974.
Il joue son premier match dans les majeures le 9 juillet 1976 pour Montréal, qui l'emploie comme lanceur de relève. À sa saison recrue, il maintient une moyenne de points mérités de 3,81 en 38 parties, avec un premier sauvetage, mais une fiche victoires-défaites de 2-6.
En 1977, les Expos envoient Kerrigan au monticule dans 66 parties. Le droitier maintient une moyenne de points mérités de 3,22 en 89 manches et un tiers lancées. Il remporte trois victoires contre cinq défaites et réussit un sommet personnel de 11 sauvetages.
Le 7 décembre 1977, les Expos échangent Kerrigan, Don Stanhouse et le voltigeur Gary Roenicke aux Orioles de Baltimore en retour de Bryn Smith, Rudy May et Randy Miller. Tous les joueurs, sauf Roenicke, sont des lanceurs dans cette transaction.
En 1978, Kerrigan joue 26 parties pour Baltimore, dont ses deux seuls matchs en carrière comme lanceur partant. Il termine avec un dossier gagnant de 3-1, avec trois sauvetages et une moyenne de 4,77.
Après une saison 1979 passée en ligues mineures, il joue sa dernière partie dans les rangs majeurs pour Baltimore en avril 1980.
Joe Kerrigan a pris part à 131 parties dans la Ligue majeure, lançant 220 manches au total. Il compte huit victoires, douze revers, quinze sauvetages, 107 retraits sur des prises, et sa moyenne de points mérités est de 3,89.

### Instructeur
Peu de temps après sa retraite de joueur, Joe Kerrigan revient dans l'organisation des Expos de Montréal où il entreprend sa carrière d'instructeur. D'abord affecté à l'enclos de relève du club montréalais de 1983 à 1986, il passe trois années, de 1987 à 1991, dans les ligues mineures où il fait ses classes comme instructeur des lanceurs pour différents clubs affiliés à la franchise. Il accepte le poste d'instructeur des lanceurs des Expos en 1992 et travaille sous les ordres de Tom Runnells, brièvement, puis Felipe Alou. Il contribue aux succès de lanceurs ayant jusque-là connu une carrière sans histoire hors de Montréal et qui deviennent des joueurs étoiles, tels Ken Hill, John Wetteland et Jeff Fassero. Sous sa gouverne se trouve aussi le jeune Pedro Martinez, qui remporte le prestigieux trophée Cy Young du meilleur lanceur en 1997, l'année suivant le départ de Kerrigan pour les Red Sox de Boston.
Instructeur des lanceurs des Red Sox de 1997 à 2001, il devient brièvement manager de l'équipe en 2001 après le congédiement de Jimy Williams. Les Sox remportent 17 victoires contre 26 défaites en 43 parties sous les ordres de Kerrigan, pour un faible pourcentage de victoires de ,395. En 1999 et 2000, il est instructeur des lanceurs pour un groupe d'artilleurs comptant à nouveau Pedro Martinez dans ses rangs.
Kerrigan quitte Boston après la saison de baseball 2001. Il est instructeur des lanceurs des Phillies de Philadelphie en 2003 et 2004, des Yankees de New York en 2006 et 2007, puis des Pirates de Pittsburgh en 2009 et 2010. Après une première moitié de saison désastreuse pour les lanceurs des Pirates, Kerrigan et un autre instructeur sont congédiés le 8 août 2010 à l'initiative du manager John Russell.